# Болярово (квартал на Хасково)
 Тази статия е за квартала.  За града в Югоизточна България вижте Болярово.  
Болярово е квартал на Хасково, намиращ се в югозападната част на града.

## История
Старото име на Болярово е Алибейкьой.
През 40-те години на XX век в селото има влиятелна комунистическа група и то е сред опорните точки на местния Партизански отряд „Асен Златаров“.
Болярово е отделно селище до края на 1970-те години, когато е присъединен към града като квартал.

## Инфраструктура
В кв. Болярово има специализираба болница за активно лечение на пневмо физиатрични заболявания(СБАЛПФЗ), в която се разполага и регионалният психодиспансер.
Кварталът се обслужва от автобусни линии 1 и 12 на масовия градски транспорт, както и от други линии на частни превозвачи, които преминават през квартала.  